# Pathway to Glory: Ikusa Islands
Pathway to Glory: Ikusa Islands est un jeu vidéo de tactique au tour par tour développé par RedLynx et édité par Nokia, sorti en 2005 sur N-Gage.
Il fait suite à Pathway to Glory.

## Accueil
- Jeuxvideo.com : 16/20[1]